# Xyalaspis petiolata
Xyalaspis petiolata är en stekelart som beskrevs av Jean-Jacques Kieffer 1901. Xyalaspis petiolata ingår i släktet Xyalaspis, och familjen glattsteklar. Arten är reproducerande i Sverige.